# Lewin Kłodzki

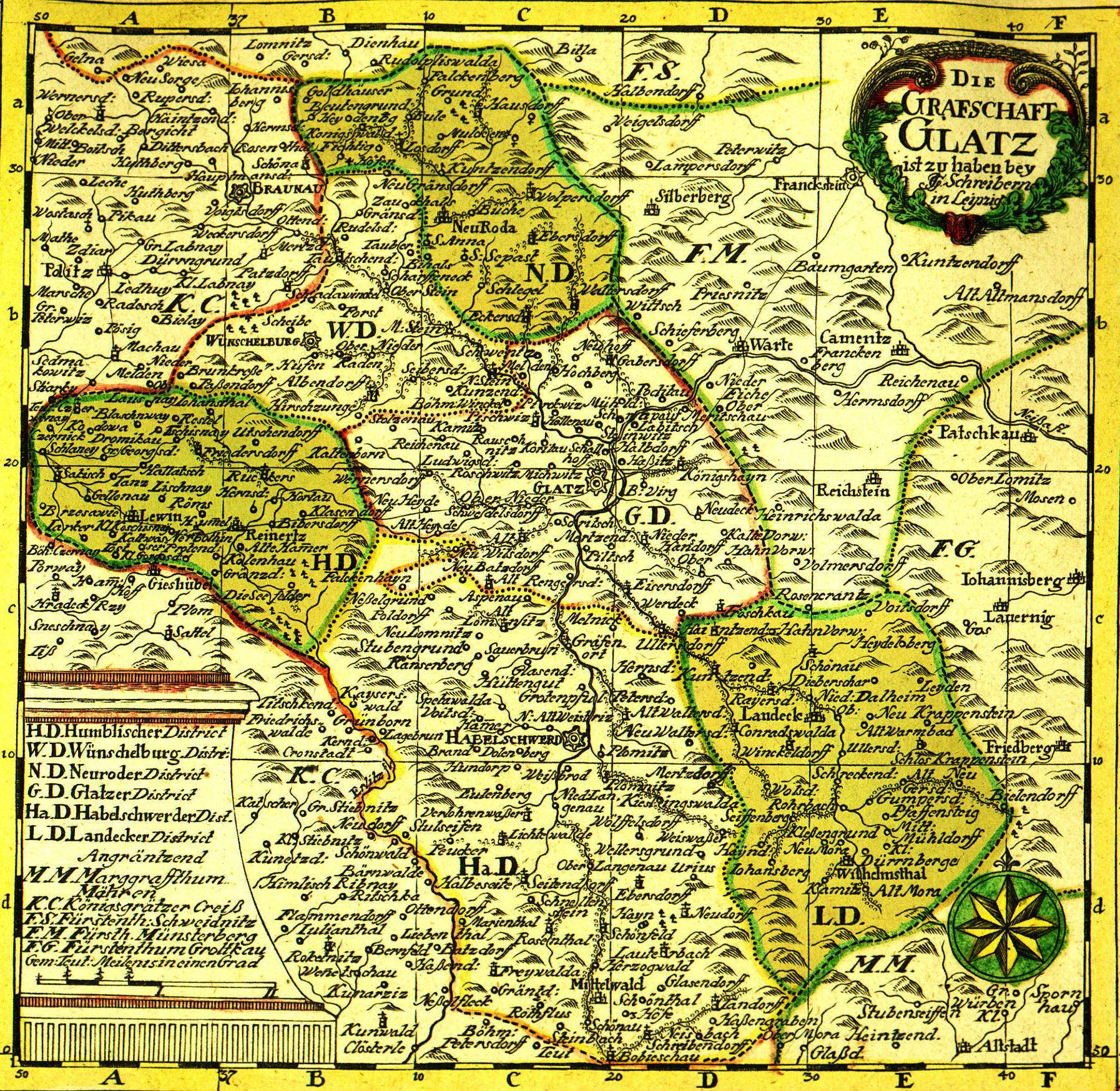
Historische Landkarte mit „Humblischer District“

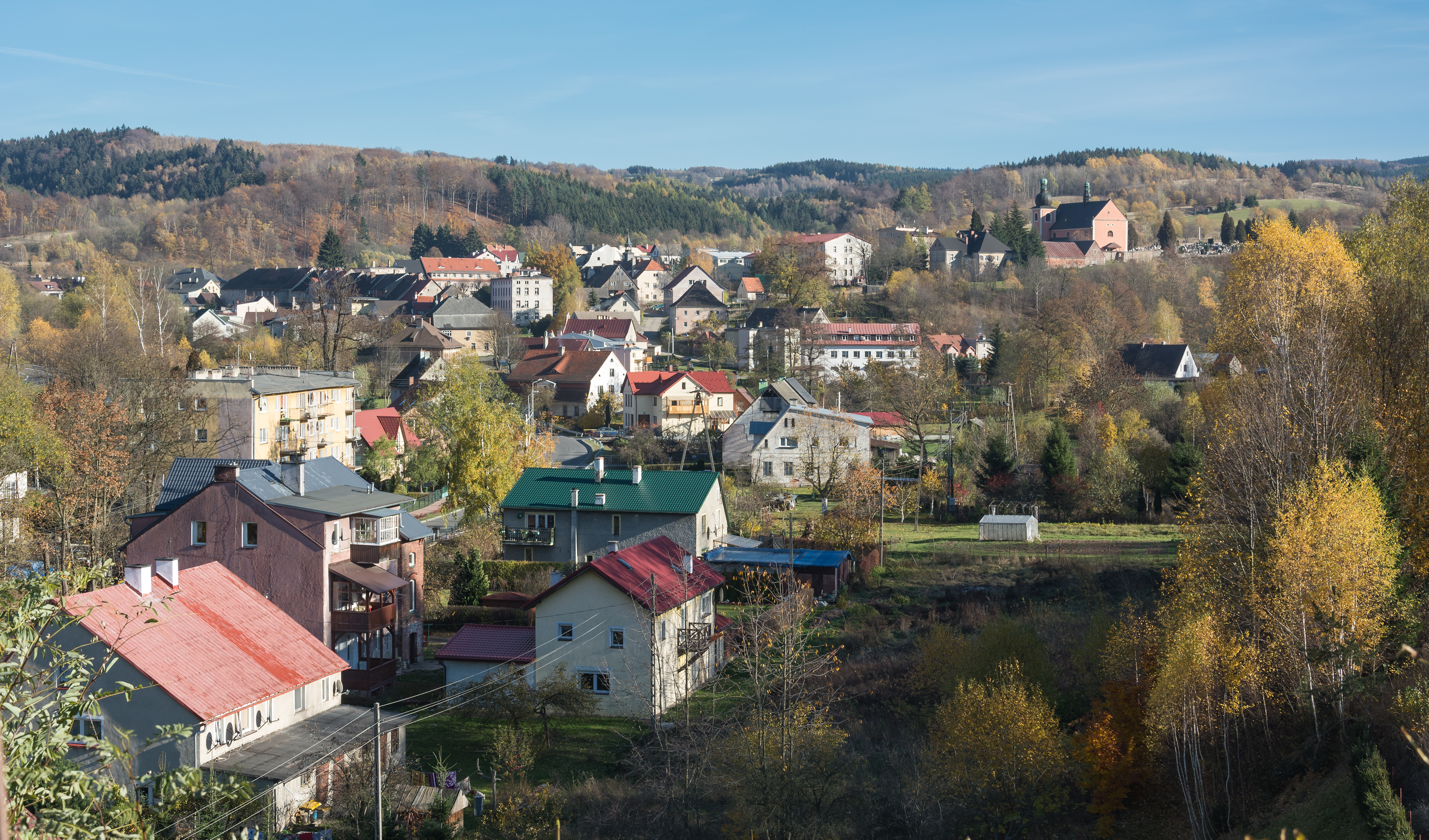
Dorfpanorama

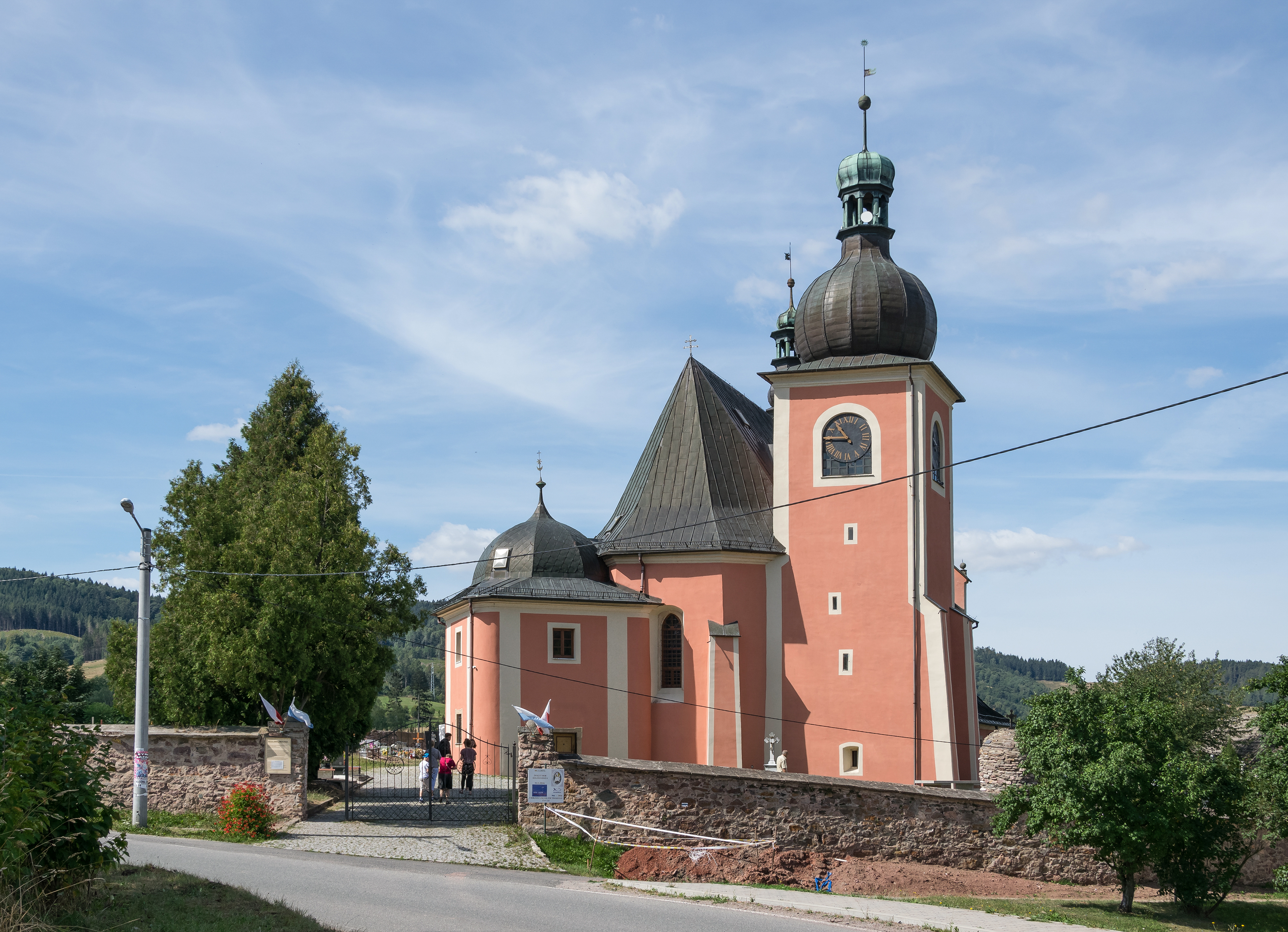
Pfarrkirche St. Michael

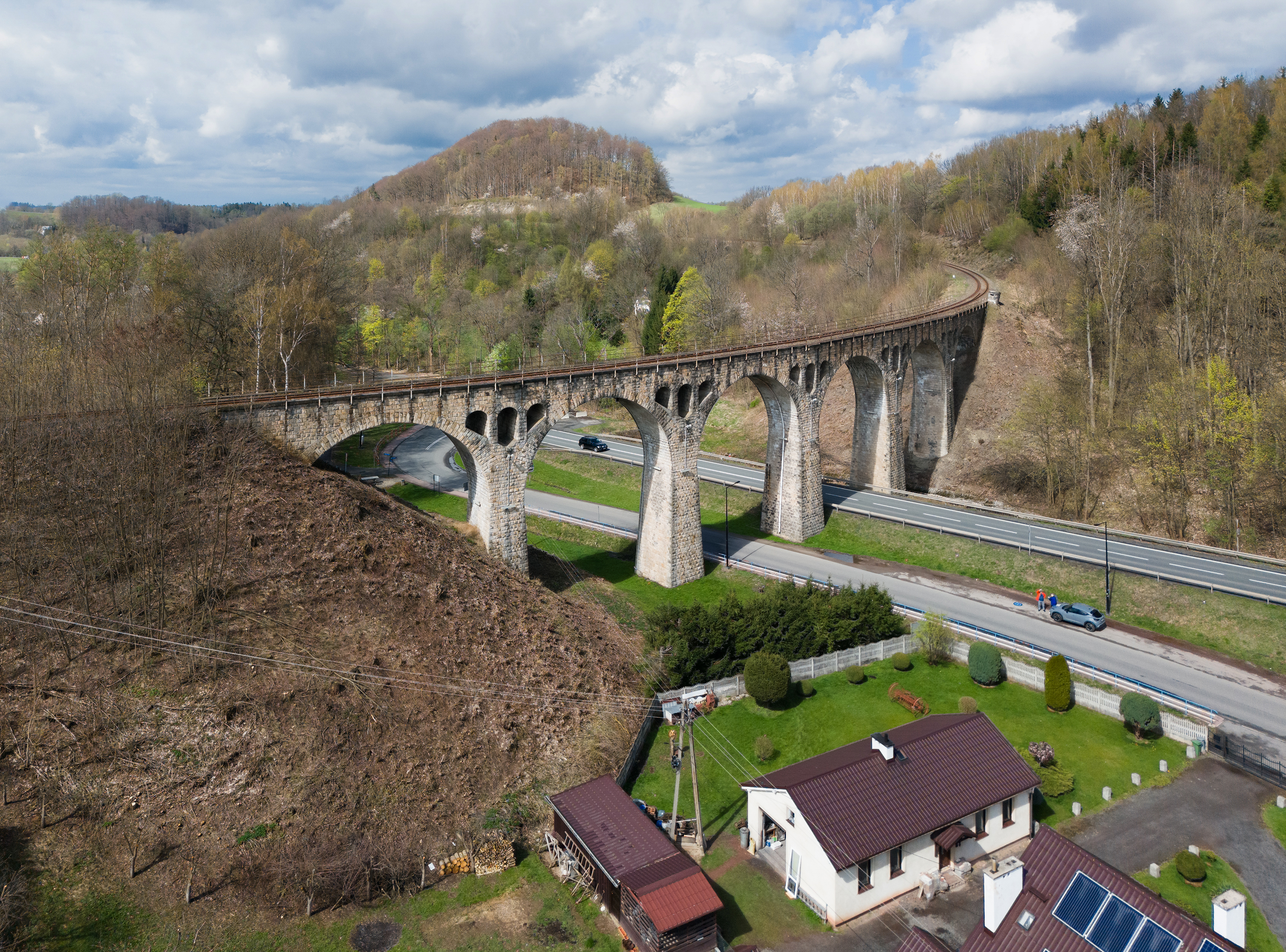
Eisenbahnviadukt von 1905

Lewin Kłodzki  [ˈlɛvʲin ˈkwɔʦci] (deutsch: Lewin, 1938–1945 Hummelstadt, tschechisch Levín, auch Kladský Levín) ist ein Ort in der Landgemeinde Lewin Kłodzki im Powiat Kłodzki der Woiwodschaft Niederschlesien in Polen. Es ist zugleich Sitz der Landgemeinde Lewin Kłodzki mit 1921 Einwohnern (Stand 31. Dezember 2020). 

## Geographische Lage
Lewin Kłodzki liegt 31 Kilometer westlich von Kłodzko (Glatz) an der Europastraße 67, die östlich von Lewin über den Hummelpass zwischen dem Heuscheuergebirge und dem Habelschwerdter Gebirge und weiter durch den Glatzer Kessel verläuft. Durch den Ort fließt die Schnelle (Bystra), ein linker Nebenfluss der Mettau (Metuje).
Nachbarorte sind Dańczów (Tanz) im Norden, Duszniki-Zdrój (Bad Reinerz) und Witów (Nerbotin; 1937–1945: Markrode) im Osten, Krzyżanów (Kreuzdorf) im Süden, Jarków (Järker) im Südwesten und Jeleniów (Gellenau) im Westen. Drei Kilometer südwestlich verläuft die Grenze zu Tschechien.

## Geschichte
Erstmals schriftlich erwähnt wurde „Lewyn“ 1354, als der dortige Pfarrer einen neuen Seelsorger im benachbarten Gießhübel einführte. Die frühere Annahme, Lewin hätte bereits 1238 existiert, beruht auf einem Irrtum, der dadurch zustande kam, dass das in einer Urkunde König Wenzels I. genannte „Lewin“ (Levinice) bei Laun, das Abgaben an die Glatzer Burg abzuführen hatte, 1855 von dem Historiker Karel Jaromír Erben fälschlich mit diesem Lewin verwechselt wurde. Es gehörte ursprünglich zur Herrschaft Nachod im altböhmischen Königgrätzer Kreis, dessen östliche Grenze bis 1477 am Hummelpass verlief. Kirchlich war es dem böhmischen Dekanat Dobruška eingegliedert. 1360 war es im Besitz der Brüder Hynek/Heinrich und Ješek/Jan von Dubá auf Náchod, die ihre Besitzungen später teilten. Hynek behielt Náchod und Ješek erhielt Lewin mit den zum Kirchspiel der Lewiner St.-Michael-Kirche eingepfarrten Dörfern. Nördlich der Stadt erbaute er die Lewiner Burg auf dem Hradisch (tschechisch Hradiště auch „Hrad Levín“). Diese Burg war nicht identisch mit dem östlich zwischen Lewin und Reinerz gelegenen Hummelschloss. Für das Jahr 1367 ist Ješek als Patron der Lewiner Pfarrkirche nachgewiesen. Bedeutung erlangte Lewin durch seine Lage an der bedeutsamen Handels- und Heerstraße, die von Prag über Náchod, den Hummelpass, Glatz und Wartha nach Breslau führte und auch als „Polen-“ bzw. „Königsweg“ bezeichnet wurde. Vermutlich deshalb besaß Lewin bereits 1415 Stadtrecht. 1428 fielen die Hussiten ein und zerstörten Lewin und die Burg auf dem Hradisch. Vom östlich gelegenen Hummelschloss aus unternahmen sie Feldzüge in das Glatzer Land und nach Schlesien.
1477 gliederte Herzog Heinrich d. Ä., dem seit 1472 die Herrschaften Nachod und Hummel sowie die Grafschaft Glatz gehörten, in die Herrschaft Hummel und diese im selben Jahr in die Grafschaft Glatz ein. Nachdem die Herrschaft Hummel Ende des 16. Jahrhunderts aufgelöst worden war, bildete Lewin innerhalb der Grafschaft Glatz den Hummeldistrikt („Humblischer District“). Lange Zeit blieb Lewin tschechisches Sprachgebiet, doch im Gegensatz zum benachbarten böhmischen Winkel, der ebenfalls 1477 in die Herrschaft Hummel eingegliedert wurde, erfolgte die Eindeutschung schon im 16. Jahrhundert. Letzte tschechische Eintragungen im Stadtbuch stammen aus dem Jahre 1680.
Im Dreißigjährigen Krieg war Lewin mehrfach Durchmarschgebiet der Kaiserlichen, die auch zeitweise ihre Winterquartiere hier aufschlugen und verpflegt werden mussten. Einquartierungen und die Zahlung von Kontributionen mussten erduldet werden. 1639 und 1649 plünderten die Schweden auf Durchmärschen durch die Grafschaft Glatz auch Lewin aus. Die Bewohner flüchteten in die Wälder der Umgebung. Der Pestepidemie von 1680, die viele Opfer forderte, folgte 1687 eine schwere Verwüstung durch eine Überschwemmung infolge eines Wolkenbruchs. Zwei große Stadtbrände zerstörten 1703 und 1772 Teile von Lewin. Die abseits stehende Stadtpfarrkirche St. Michael überstand die Brände unversehrt. Auch in den Schlesischen Kriegen war Lewin Aufmarschgebiet der preußischen und kaiserlichen Truppen. Der preußische Oberst von Kleist übernachtete im November 1744 im Lewiner Pfarrhaus.
Nach dem Ersten Schlesischen Krieg 1742 und endgültig nach dem Hubertusburger Frieden 1763 fiel Lewin zusammen mit der Grafschaft Glatz an Preußen. Nach der Neugliederung Preußens gehörte Lewin ab 1815 zur Provinz Schlesien. 1816 wurde Lewin dem Landkreis Glatz eingegliedert, mit dem es bis 1945 verbunden blieb. Seit 1874 war Lewin eine Stadtgemeinde. und war Sitz eines Amtsgerichts. Mit der Eröffnung der Teilstrecke von Bad Reinerz nach Bad Kudowa 1905 wurde Lewin an das Eisenbahnnetz angeschlossen. 1934 wurde es als „Stadt Lewin“ bezeichnet, die 1938 in Hummelstadt umbenannt wurde.
Als Folge des Zweiten Weltkriegs fiel Lewin 1945 an Polen und wurde zunächst in Gomolec und 1947 in Lewin Kłodzki umbenannt. Zugleich verlor es das Stadtrecht. Die deutsche Bevölkerung wurde 1945/46 weitgehend vertrieben. Die neu angesiedelten Bewohner waren teilweise Zwangsumgesiedelte aus Ostpolen, das an die Sowjetunion gefallen war. Von 1975 bis 1998 gehörte Lewin Kłodzki zur Woiwodschaft Wałbrzych (Waldenburg).

## Wirtschaftliche Entwicklung
Bedeutende Einnahmequelle der Einwohner von Lewin war seit dem 16. Jahrhundert die Löffelschnitzerei. Um 1700 wurde dieses Handwerk von der Leineweberei abgelöst. Die Zahl der Webstühle stieg von 108 im Jahre 1724 auf 132 im Jahre 1750. 1794 waren es schon 262 Webstühle. Im 19. Jahrhundert ging die Weberei zurück, und die Bevölkerung lebte in großer Armut. 1830 wurden die Flachs-, Garn- und Leinwandmärkte, die seit 1659 einmal in der Woche stattfanden, eingestellt. 1897 wurde eine Stickschule gegründet. Zu Beginn des 20. Jahrhunderts siedelten sich einige Fabriken an, die Strümpfe, Süßwaren und Glasprodukte fertigten.

## Sehenswürdigkeiten

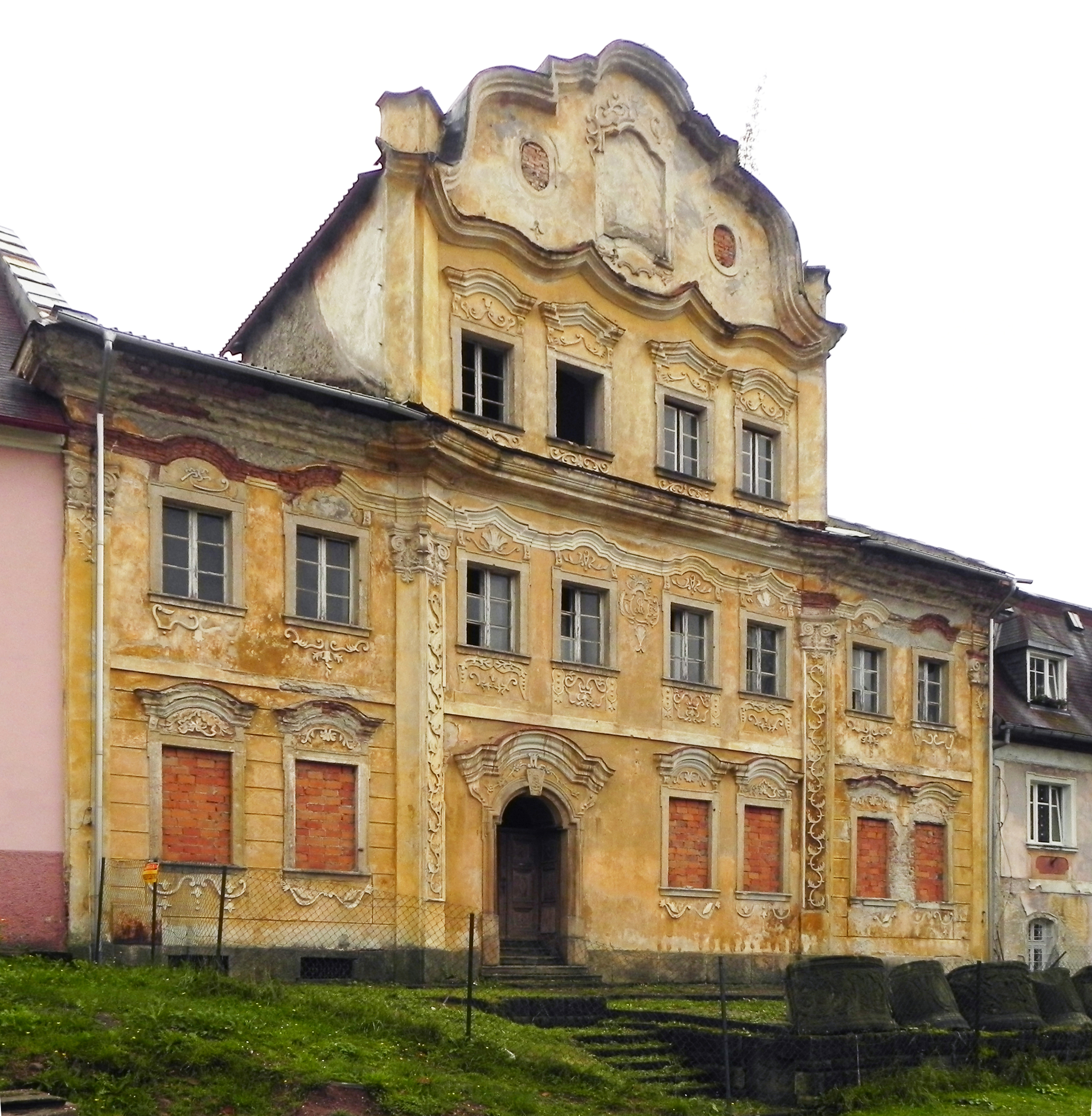
Rathaus im Rokokostil

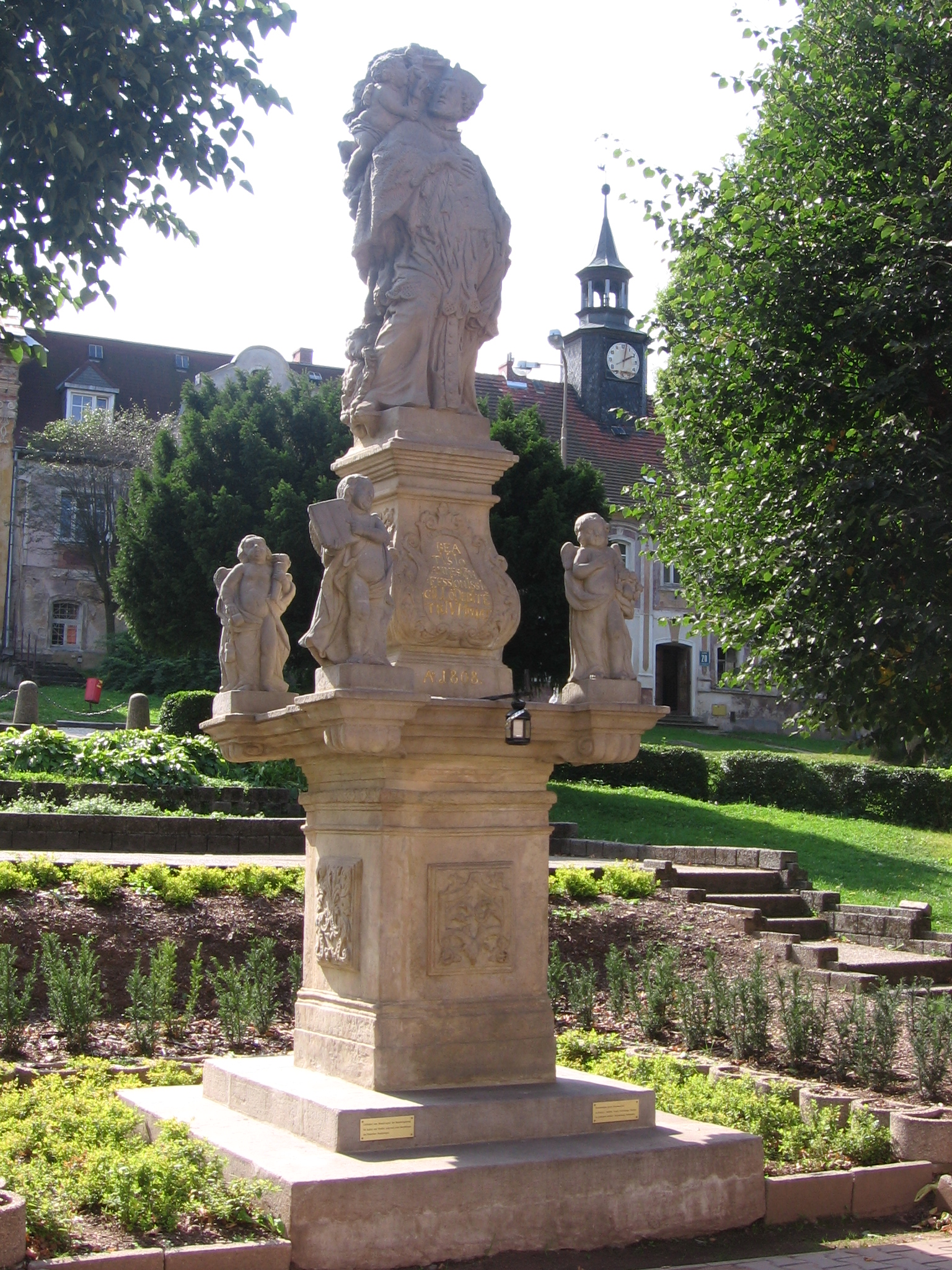
Nepomuk-Säule von 1717

- Die Pfarrkirche St. Michael wurde erstmals 1354 erwähnt.
- Die dem böhmischen Landesheiligen Johannes Nepomuk geweihte Kapelle wurde 1727–1730 als Stiftung des Jauerniker Müllers David Walke erbaut und am 11. November 1730 durch den damaligen Dechanten der Grafschaft Glatz, Andreas Franz Kaintz, geweiht. Den Hauptaltar schuf der Glatzer Bildhauer Karl Sebastian Flacker. Die Seitenaltäre der Schmerzhaften Muttergottes und des hl. Franziskus wurden 1772 aus der Lewiner Pfarrkirche hierher verbracht.
- Bürgerhäuser: Ältere Bebauung am Markt nach Brand 1772 als Stiftung des preußischen Königs durch Baumeister Müller aus Glatz neu errichtet.
- Das Rathaus mit Fassadendekoration im Stil des Friderizianischen Rokokos entstand 1772–1776.
- Die Mariensäule auf dem Ring wurde 1687 vom Lewiner Bürgermeister Adam Stanke gestiftet.
- Die Statue mit dem böhmischen Landesheiligen Johannes Nepomuk stiftete Johann Georg Stanke, Sohn des Adam Stanke, 1717.
- Viadukt über die Bystra (Schnelle).
- Nördlich der Stadt, auf dem Gipfel des Hummelberges, befinden sich Reste der Hummelburg.

## Gemeindepartnerschaft
- Großbeeren, Deutschland

## Persönlichkeiten
- Johann Wenzel Martini (* um 1684–1743), Domherr und Archidiakon am Prager Veitsdom sowie Offizial und Generalvikar des Erzbistums Prag.
- Joseph Kögler (1765–1817), Geschichts- und Heimatforscher der Grafschaft Glatz.
- Georg Hartmann (1887–1954), Kirchenmusikkomponist und Heimatschriftsteller.
- Violetta Villas (1938–2011), polnische Chansonsängerin im Stimmfach Koloratursopran, bekannt als Stimme des Atomzeitalters.

## Einwohnerentwicklung
| Jahr | Einwohnerzahl | Anmerkungen                                                                                               |
| ---- | ------------- | --- |
| 1787 | 886           | in 166 Bürgerhäusern                                                                                      |
| 1816 | 919           | [ 7 ] [ 8 ]                                                                                               |
| 1825 | 997           | darunter elf Evangelische                                                                                 |
| 1840 | 1301          | darunter elf Evangelische, 1289 Katholiken                                                                |
| 1852 | 1497          | [ 11 ] |
| 1867 | 1580          | am 3. Dezember                                                                                            |
| 1871 | 1616          | nach anderen Angaben 1616 Einwohner (am 1. Dezember), davon 37 Evangelische, 1567 Katholiken, zwölf Juden |
| 1885 | 1538          | [ 13 ] |
| 1900 | 1396          | [ 14 ] |
| 1933 | 1090          | [ 13 ] |
| 1939 | 1.049         | [ 13 ] |